# Jingkou (sockenhuvudort i Kina, Jiangxi Sheng, lat 28,65, long 116,16)
Jingkou är en sockenhuvudort i Kina. Den ligger i provinsen Jiangxi, i den sydöstra delen av landet, omkring 27 kilometer öster om provinshuvudstaden Nanchang. Antalet invånare är 43 111. Befolkningen består av 20 407 kvinnor och 22 704 män. Barn under 15 år utgör 23,0 %, vuxna 15-64 år 66 %, och äldre över 65 år 10,0 %.
Runt Jingkou är det tätbefolkat, med 369 invånare per kvadratkilometer. Närmaste större samhälle är Jingdongzhen, 19,7 km väster om Jingkou. Trakten runt Jingkou består till största delen av jordbruksmark.
Genomsnittlig årsnederbörd är 2 373 millimeter. Den regnigaste månaden är juni, med i genomsnitt 357 mm nederbörd, och den torraste är oktober, med 36 mm nederbörd.